# Resolutie 1384 Veiligheidsraad Verenigde Naties
Resolutie 1384 van de Veiligheidsraad van de Verenigde Naties werd op 14 december 2001 unaniem aangenomen door de VN-Veiligheidsraad.

## Achtergrond
Nadat in 1964 geweld was uitgebroken tussen de Griekse- en Turkse bevolkingsgroep op Cyprus stationeerden de VN de UNFICYP-vredesmacht op het eiland. Die macht wordt sindsdien om het half jaar verlengd. In 1974 bezette Turkije het noorden van Cyprus na een Griekse poging tot staatsgreep. In 1983 werd dat noordelijke deel met Turkse steun van Cyprus afgescheurd. Midden 1990 begon het toetredingsproces van (Grieks-)Cyprus tot de Europese Unie maar de EU erkent de Turkse Republiek Noord-Cyprus niet.

## Inhoud
De Veiligheidsraad:
- Verwelkomt de Secretaris-Generaals rapport en vooral de oproep aan de partijen om dringend iets te doen aan de kwestie van de vermiste personen.
- Merkt op dat Cyprus instemde met een verlenging van UNFICYP na 15 december.
- Verwelkomt inspanningen van de VN om vredeshandhavers te sensibiliseren voor Aids en andere ziekten.

1. Bevestigt alle relevante resoluties en vooral de resolutie 1251.
2. Besluit het mandaat van UNFICYP te verlengen tot 15 juni 2002.
3. Vraagt de Secretaris-Generaal tegen 1 juni 2002 te rapporteren.
4. Dringt er bij de Turks-Cyprioten en het Turkse leger op aan de op 30 juni 2000 aan UNFICYP opgelegde beperkingen in te trekken en het militaire status quo in Strovilia te herstellen.
5. Besluit actief op de hoogte te blijven.

## Verwante resoluties
- Resolutie 1331 Veiligheidsraad Verenigde Naties (2000)
- Resolutie 1354 Veiligheidsraad Verenigde Naties (2001)
- Resolutie 1416 Veiligheidsraad Verenigde Naties (2002)
- Resolutie 1442 Veiligheidsraad Verenigde Naties (2002)

Lijst ·  1335 ·  1336 ·  1337 ·  1338 ·  1339 ·  1340 ·  1341 ·  1342 ·  1343 ·  1344 ·  1345 ·  1346 ·  1347 ·  1348 ·  1349 ·  1350 ·  1351 ·  1352 ·  1353 ·  1354 ·  1355 ·  1356 ·  1357 ·  1358 ·  1359 ·  1360 ·  1361 ·  1362 ·  1363 ·  1364 ·  1365 ·  1366 ·  1367 ·  1368 ·  1369 ·  1370 ·  1371 ·  1372 ·  1373 ·  1374 ·  1375 ·  1376 ·  1377 ·  1378 ·  1379 ·  1380 ·  1381 ·  1382 ·  1383 ·  1384 ·  1385 ·  1386